# Minh Quang, Ba Vì
Minh Quang là một xã thuộc huyện Ba Vì, thành phố Hà Nội, Việt Nam.
Xã Minh Quang có diện tích 29,77 km², dân số năm 1999 là 11419 người, mật độ dân số đạt 384 người/km².